# Giải quần vợt Marseille Mở rộng
Giải quần vợt Marseille Mở rộng, tên chính thức Open 13, là một giải đấu quần vợt nam được tổ chức hàng năm tại Marseille, Pháp là một trong những giải đấu International Series của Hiệp hội quần vợt nhà nghề. Giải thường được tổ chức trong 1 tuần vào tháng 2. Con số 13 là mã INSEE của tỉnh Bouches-du-Rhône. Marseille là thủ phủ của tỉnh này.
Giải thi đấu trên mặt sân cứng tại Cung thể thao Marseille. Sân trung tâm có sức chứa 5800 khán giả.

## Lịch sử
Giải đấu tổ chức lần đầu năm 1993. Giải được tổ chức trên kế hoạch của cựu vận động viên quần vợt chuyên nghiệp ở Marseille Jean-François Caujolle. Cho đến nay ông vẫn là chủ tịch của giải đấu. Tay vợt Thụy Sĩ Marc Rosset là người đầu tiên đoạt danh hiệu đơn. Anh đoạt tổng cộng 3 danh hiệu vô địch giải, là một trong hai tay vợt (cùng Thomas Enqvist của Thụy Điển) vô địch giải nhiều lần nhất. Từ năm 2004 giải đấu là một trong 25 giải của hệ thống ATP có giá trị giải thưởng cao nhất.

## Các trận chung kết
| Năm  | Vô địch               | Á quân             | Tỉ số              |
| 1993 | Marc Rosset           | Jan Siemerink      | 6-2, 7-6           |
| 1994 | Marc Rosset           | Arnaud Boetsch     | 7-6, 7-6           |
| 1995 | Boris Becker          | Daniel Vacek       | 6-7, 6-4, 7-5      |
| 1996 | Guy Forget            | Cédric Pioline     | 7-5, 6-4           |
| 1997 | Thomas Enqvist        | Marcelo Ríos       | 6-4, 1-0 bỏ cuộc   |
| 1998 | Thomas Enqvist        | Yevgeny Kafelnikov | 6-4, 6-1           |
| 1999 | Fabrice Santoro       | Arnaud Clément     | 6-3, 4-6, 6-4      |
| 2000 | Marc Rosset           | Roger Federer      | 2-6, 6-3, 7-6      |
| 2001 | Yevgeny Kafelnikov    | Sébastien Grosjean | 7-6, 6-2           |
| 2002 | Thomas Enqvist        | Nicolas Escudé     | 6-7, 6-3, 6-1      |
| 2003 | Roger Federer         | Jonas Björkman     | 6-2, 7-6           |
| 2004 | Dominik Hrbatý        | Robin Söderling    | 4-6, 6-4, 6-4      |
| 2005 | Joachim Johansson     | Ivan Ljubičić      | 7-5, 6-4           |
| 2006 | Arnaud Clément        | Mario Ančić        | 6-4, 6-2           |
| 2007 | Gilles Simon          | Marcos Baghdatis   | 6–4, 7–6           |
| 2008 | Andy Murray           | Mario Ančić        | 6–3, 6–4           |
| 2009 | Jo-Wilfried Tsonga    | Michael Llodra     | 7–5, 7–63          |
| 2010 | Michaël Llodra        | Julien Benneteau   | 6–3, 6–4           |
| 2011 | Robin Söderling       | Marin Čilić        | 6–78, 6–3, 6–3     |
| 2012 | Juan Martín del Potro | Michaël Llodra     | 6–4, 6–4           |
| 2013 | Jo-Wilfried Tsonga    | Tomáš Berdych      | 3–6, 7–6(8–6), 6–4 |
| 2014 | Ernests Gulbis        | Jo-Wilfried Tsonga | 7–6(7–5), 6–4      |
| 2015 | Gilles Simon          | Gaël Monfils       | 6–4, 1–6, 7–6(7–4) |
| 2016 | Nick Kyrgios          | Marin Čilić        | 6–2, 7–6(7–3)      |
| 2017 | Jo-Wilfried Tsonga    | Lucas Pouille      | 6–4, 6–4           |

## Điểm ATP và giải thưởng
Giải năm 2010 có giá trị điểm và tiền thưởng như sau:
| Vòng            | Điểm ATP | Tiền thưởng |
| --------------- | -------- | ----------- |
| Vô địch         | 250      | 92 400 €    |
| Á quân          | 150      | 48 700 €    |
| Bán kết         | 90       | 26 350 €    |
| Tứ kết          | 45       | 15 050 €    |
| Vòng 16 tay vợt | 20       | 8 850 €     |
| Vòng 32 tay vợt | 0        | 5 250 €     |